# Ángel David Martín Rubio
Ángel David Martín Rubio (Castuera, Badajoz, 29 de septiembre de 1969) es un sacerdote, canónigo, historiador y canonista español. Se ha especializado en el estudio de la Guerra civil española.

## Biografía
Nació es Castuera en 1969. Inició sus estudios universitarios en la Universidad de Extremadura, donde obtuvo la licenciatura en Geografía e Historia en 1992.
En 1992 ingresó en el Seminario Diocesano de Coria-Cáceres, donde cursó sus estudios de Filosofía y de Teología, y donde obtuvo el título de grado (denominado Baccalaureatus en las universidades eclesiásticas) en Sagrada Teología en 1997. Fue ordenado sacerdote para la diócesis de Coria-Cáceres en 1997. Ese mismo año fue enviado a continuar sus estudios en Roma, obteniendo el título de máster (denominado Licentia en las universidades eclesiásticas) en Historia de la Iglesia en la Pontificia Universidad Gregoriana en 1999. De 2009 a 2012 realizó estudios de derecho canónico en la Universidad Pontifica de Salamanca, donde obtuvo el título de máster (denominado Licentia en las universidades eclesiásticas) en Derecho canónico. En 2010 obtuvo el doctorado en Historia en la Universidad CEU San Pablo de Madrid con una tesis dirigida por Alfonso Bullón de Mendoza y titulada Conflicto socio-político y violencia en la provincia de Badajoz 1931-1939 ("bajo el signo de la revolución").
Ha sido profesor en la Universidad CEU San Pablo entre 2002 y 2008. En la actualidad es profesor en el Instituto Superior de Ciencias Religiosas Virgen de Guadalupe, en el Instituto Teológico San Pedro de Alcántara del Seminario Diocesano de Cáceres y en la Facultad de Derecho canónico de la Universidad Pontificia de Salamanca, facultad de la que ha sido vicedecano entre 2015 y 2018.
Nombrado canónigo, es deán de la Catedral de Coria y vicario judicial de la diócesis de Coria-Cáceres. 

## Aportaciones
Martín Rubio se ha especializado en historia de la Guerra civil española, en particular en la persecución religiosa durante la guerra civil. En sus estudios ha revisado las cifras de asesinados aportadas por el historiador y obispo Antonio Montero Moreno, rebajándolas muy levemente. Mons. Montero Moreno hablaba de 6832 víctimas religiosas asesinadas en el territorio republicano, de las cuales 13 eran obispos, 4184 sacerdotes seculares, 2365 religiosos y 283 religiosas. Martín Rubio rebaja la cifra a 6733, es decir, 99 religiosos menos de los calculados inicialmente.
Además de los clérigos y religiosos asesinados también hubo decenas de miles de fieles católicos martirizados por su condición de católicos, por lo que Martín Rubio sostiene que se puede y se debe hablar de un “genocidio” de católicos en España durante la guerra civil. 

## Obras

### Libros:
- Frente extremeño: junio-julio 1937 (Badajoz, 1992).
- América en Castuera: el impacto del Nuevo Mundo en una villa extremeña (Castuera, 1993).
- La persecución religiosa en Extremadura durante la Guerra Civil (1936-1939) (Badajoz, 1996).
- Paz, piedad, perdón-- y verdad: la represión en la guerra civil, una síntesis definitiva (Madridejos, 1997).
- Salvar la memoria: una reflexión sobre las víctimas de la Guerra Civil (Badajoz, 1999).
- Tierra y sociedad en La Serena en el siglo XVIII (Badajoz, 2002).
- Los mitos de la represión en la guerra civil (Baracaldo, 2005).
- La cruz, el perdón y la gloria: persecución religiosa en España durante la II República y la Guerra Civil (Madrid, 2007).
- Beato Ángel Pérez: aunque es de noche (2016).

### Artículos:
- "Agilización del proceso de nulidad matrimonial", en: Revista Española de Derecho Canónico 184 (2018) 173-198.